# Eimbeckhäuser Bach
Der Eimbeckhäuser Bach ist ein Nebenfluss der Rodenberger Aue im niedersächsischen Landkreis Hameln-Pyrmont. Er fließt im Deister-Süntel-Tal, das von den Höhenzügen des Deisters im Osten und des Süntels im Westen umgeben ist.
Namensgebend für den etwa 5 km langen Bach ist Eimbeckhausen, ein Ortsteil der Stadt Bad Münder am Deister.
Der Eimbeckhäuser Bach hat seine Quelle östlich von Eimbeckhausen. Er fließt von dort in westlicher Richtung durch Eimbeckhausen, unterquert die B 442 und mündet nördlich vom Bahnhof Eimbeckhausen in die Rodenberger Aue.